# 伤心岭战役

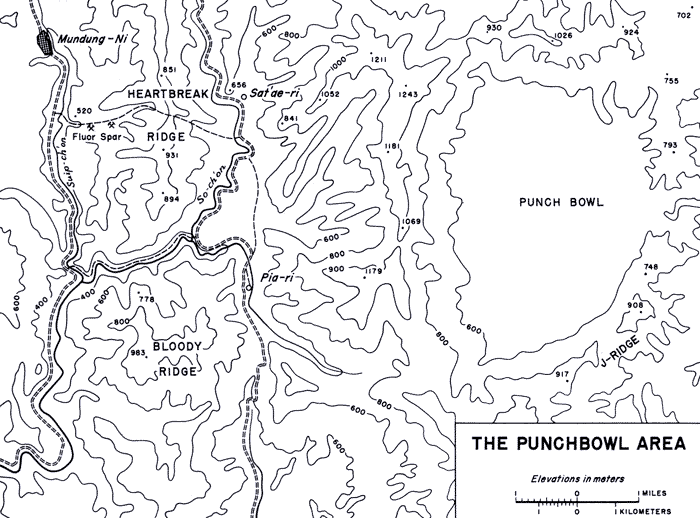
亥安盆地、伤心岭、血染岭地图

伤心岭之役（英語：Battle of Heartbreak Ridge，中国与朝鲜称为“文登里战斗”，韩方称），是朝鲜战争1951年夏秋季美军攻势战役中的一场战斗。

## 战前背景

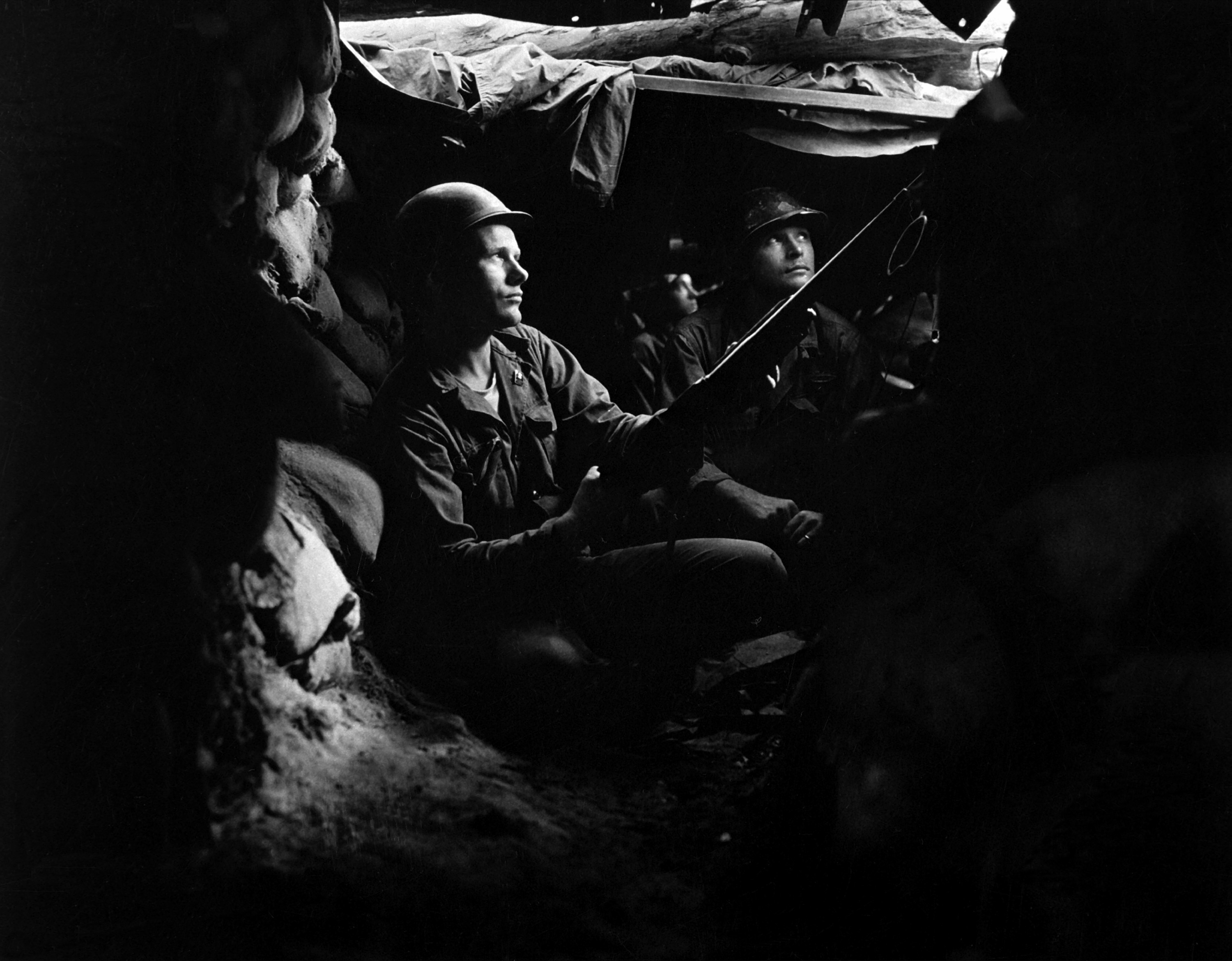
美27团在距离共军只有40码的地下阵地中

1951年夏季，朝鲜战争停战谈判在开城举行。联合国军掌握地面战场主动权，首先在战线东部朝鲜人民军固守的阵地发动进攻试探朝方的防御战力。美國第八軍團司令官詹姆斯·范佛里特上将命令美十军军长克洛维斯·拜尔斯拔除朝军在“血染岭”的炮兵观察所。血染岭战斗期间，范佛里特制定了“鹰爪计划”上报给远东美军总司令李奇微，打算把战线向北推进1—15英里（1.6—24.1），拉平美第八集团军东线的向南凸出的战线。李奇微想要在北朝鲜元山强登陆，斩断东线的朝鲜人民军战役后方交通补给线，但也没有否绝范佛里特的温和的地面进攻规划。“鹰爪计划”的准备持续到了9月5日，直到血染岭战斗损失报告给范弗里特上将很大震动，如果按照他原来的战斗计划继续1951年夏秋季进攻战役实施，将会遭到的人员损失和物资消耗是无法承受的。于是范佛里特向李奇微重新汇报了他在9月的战斗计划是“收拾”（tidying up）美第八集团军右翼战线，使用“肘击”（elbowing）战术但不指定任何特定必须达成的目标线。范佛里特计划在10月1日停止东线进攻，而在开城附近的美一军于10月中旬转入进攻；如果美一军的进攻成功，把中朝军队吸引到西线，范佛里特将在东海岸元山以南的通川郡发动两栖登陆，与从金化邑北进的美第八集团军部队会师。李奇微對范弗里特的迅速改變計畫感到驚訝，但不反对美第八集团军有限规模的地面进攻，然而他对东海岸敌后两栖登陸只允许做规划。
伤心岭是在文登里山谷（38°18′40″N 127°59′09″E / 38.311°N 127.9858°E，流淌着水入川Suip-ch'on River）和沙汰里山谷（38°18′00″N 128°02′53″E / 38.3°N 128.048°E， Sat'ae-ri Valley）之间的南北向的狭长山脊，位于“血染岭”正北方，自北向南矗立着魚脊状的851高地（38°18′57″N 128°00′59″E / 38.3157°N 128.0163°E）、931高地（中朝方称930.6高地，距离南侧894高地1,300碼（1,200）、北侧851高地2,100碼（1,900），38°18′05″N 128°00′58″E / 38.3015°N 128.0161°E）、894高地（中朝方称894.3高地，位于血染岭以北3英里（4.8），38°17′23″N 128°00′58″E / 38.2898°N 128.0162°E）等几个高地。「Heartbreak Ridge」（伤心岭）的名字來自目睹了这场战斗的美国随军记者，日本与韩国把它叫做“断肠岭”。整片山岭山石陡峻，其下溪谷纵横，树林与草丛茂密，山岭向东西侧河谷延伸出很多支脉山脚。中央山脊向西俯瞰文登里河谷中的末輝里至楊口的公路（“末杨公路”），这是美第八集团军事先地面突破与东海岸两栖登陆部队会合的必经要道。中央山脊向东俯瞰的沙汰里山谷中有一条南北向的马车道，山谷东侧为亥安盆地的西北侧山岭，包括美军付出惨重代价才控制的大愚山（1179高地）、加七峰（1142高地）。美二师侦察表明，从“血染岭”战斗撤下来的朝鲜人民军推入了文登里与沙汰里之间这一系列山脊线阵地。美二师情报军官和作战参谋们认为朝军在血染岭战斗中损失巨大，匆忙撤到南北山脊线，没有时间在这种险峻石山上构筑如同“血染岭”那样的坚固阵地，也来不及补充和休整部队，现在正是进攻的好时机。美二师代理师长戴夏佐（也译为夏奏）准将赞同此种意见，并且认为南北山脊线上的3个高地只是朝军的前进警戒阵地，守卫不会很强，没有必要像先前进攻“血染岭”那样用3个团全力合击，甚至两个团也用不着，只使用美23团及配属的法国营发动突然攻击就足够了。但美二师炮兵指挥官艾德溫·渥克上校等人认为战斗将像地狱一样艰难。
根据美二师师长信心满满的汇报，9月8日范弗里特签发总命令：美第八集团军继续有限目标的进攻、侦察、巡逻，美十军夺取“血染岭”正北方由851—931—894高地群组成的山脊线。由于在“血染岭”与美二师作战的朝军刚刚打了一场败仗，范弗里特认为美军继续对这支朝军施加作战压力，就能在它恢复战力前夺取南北山脊线。
实际上，血染岭战斗是文登里附近朝鲜人民军第五军团第12师部队打的，而防守伤心岭的第五军团第6师已经构筑了坚固的防御工事，以逸待劳。第6师前身是1945年日本投降后在中国华北抗日根据地组建的朝鲜义勇军第一支队，支队政委就是此时担任第五军团长的方虎山。1946年2月上旬在國民黨支持的通化事件中參戰，2月19日改称“李红光支队”，至1946年3月扩编为6个大队共6000余人。1946年12月初改称东北人民解放军辽东军区独立第4师，辖3个团、军政学校、直属营，共7000余人。参加了臨江戰役。1948年12月改编为中国人民解放军第166师。1949年7月改编为朝鲜人民军第6师，师长兼政委方虎山、副师长洪林率领该部10,620人回朝鲜。1950年6月22日朝鲜战争爆发后，第六师团连下汉城、金浦、仁川、群山、全州、光州等重镇，并智伏河东关，突袭凤岩里峡谷，进逼釜山；1950年9月仁川登陆战局逆转，第六师团深陷南方敌后，在险恶的环境下，全师转战千里安然突围北归，成为朝鲜人民军的核心骨干部队之一。表面上从9月5日血染岭战斗结束到9月13日伤心岭战斗开始，朝军只有8天时间构筑南北山脊线的防御阵地，但实际上这两场战斗是由不同的两个师负责的，因此美二师遇上了甚至远超上一场战斗的坚固且伪装良好的主抵抗线防御阵地。

## 战役第一階段（9月13-27日）
美军作战计划是步兵第23团在团长詹姆斯·亚当斯上校指挥下，从东侧沙汰里山谷潜入，登上931高地与851高地之间的鞍部，以一个营向北进攻851高地，第二个营向南攻击931高地与894高地；然后美9团在团长约翰·林奇上校指挥下攻击728高地（位于894高地西偏南 2,000碼（1,800）。:88–9配属美二师的法国营在营长劳尔·马格林-维涅里中校指挥下接防了位于931高地以东3.2km的868高地，被换下来的美38团担任师预备队，监控堪萨斯线。提供直接火力支援的炮兵：:89
- 第37野炮团（英语：37th Field Artillery Regiment），团长Linton S. Boatright中校，装备105公釐榴弹炮，位于伤心岭东南5公里处
- 第38野炮团（英语：38th Field Artillery Regiment），装备105公釐榴弹炮，位于伤心岭东南5公里处
- 第503野炮营，装备155公釐榴弹炮，位于伤心岭东南14公里处
- 第96野炮连，装备155公釐榴弹炮，位于伤心岭东南11公里处
- 第780野炮营C连，装备203公釐榴弹炮，位于伤心岭南18公里处

美军的攻击从9月13日凌晨5时30分开始，先进行30分钟的炮火射击。然后美23团开始前进，三营为前卫营，营长Virgil E. Craven中校指示以连纵队方式从702高地出发，尾随的是Henry F. Daniels中校指挥的第二营。随后，朝军的纵深重炮与前线迫击炮密集火力猛烈轰击行军中的美军，美国人发现他们“闯进黄蜂的窝巢里”，朝鮮人民军在之前一直静静的山背上同时喷射出交叉炮火，美军第23团的两个营受到机枪交叉射击和手榴弹攻击，美军两个营顶着朝军火力强行登上山脊的东西向的山脚，为避开大量直射火力挖战壕防身。直到黄昏，第23团也没有发现一个朝鲜人，只是被打的抬不起头来，官兵们直言是“重蹈喋血岭的覆辙”。美二师师长戴夏佐意识到又将陷入另一个“血染岭”旷日持久的苦战，于是命令美九团放弃筹划中的进攻728高地，而是于次日进攻894高地，以减轻美23团的困境。
9月14日晨，美9团第2营从屯兵洞中出来，在第72坦克营C连、重迫击炮连、1个155mm榴炮营支援下沿着894高地西南山腿仰攻。至入夜，第二营客服了轻微抵抗，已攻至据894高地峰顶600米处。9月15日进攻继续至下午，第二营被朝军击退，但至此第二营仅伤亡11人。随后两天（9月16日、17日），第二营付出了超过200人的伤亡，与朝军酣战，但毫无进展。
9月16日，美军第23团詹姆斯·Y·亚当斯团长命令第三营与第二营从连纵队的队形变为两翼同时攻击，分别卷击931高地的西侧与西南侧两条山腿，一营C连从美9团阵地绕过894高地从南坡攻击931高地。但这次3点合击也被朝鲜人民军“像铁桶那样的火网”所阻，一步也未进展。朝军的火力把美23团牢牢钉在山腿的斜坡上。朝方控制着文登里河谷的伤心岭西坡相当平缓，并遮蔽了美军的直射火力，所以山脊上的朝军能得到源源不断的人员与火力增援。朝6师师长洪宁少将在9月16日用第13团顺利换下了第1团在山脊线上的防御阵地。
从杨口沿着一条狭窄马车道前送物资常常拥塞不前的韩国民夫，在朝军火力轰击下就会一哄而散。美军步兵不得不承担起运输食品、水、弹药、器材、撤退伤员运输车与担架的任务。给困在火线上的美23团送上1升水都要付出代价与人力。:89–90
9月19日，林奇上校建议通过加宽攻击面来分散朝军火力与抵抗强度，建议师长戴夏佐投入美9团第一营在文登里河谷进攻867高地与1024高地，分别位于894高地西南4.8km与6.4km。但师长戴夏佐拒绝了这个建议，因为美十军军长克洛维斯·拜尔斯中将更早指示931高地具有最高优先权必须拿下。
9月20日新上任的美二师师长罗伯特·扬少将决定采纳林奇团长的建议，下令参加过喋血岭作战的第9团夺取位于伤心岭西南远处的1024和867两个高地。9月21日与22日，美23团继续徒劳无益的进攻，其第一营从931高地南侧，第二营从北侧进攻，9月23日第一营一度登上峰顶，但无法抗住朝军的反击，在人员损失惨重的情况下只能撤退。9月23日，文登河谷东、西两侧的1024高地、1142高地分别被美9团、韩7师攻击，至9月25日美9团第1营肃清了1024高地峰顶，第二天韩7师夺下了1142高地。朝军派出增援第3团顽强固守867高地。1024高地距离伤心岭有7公里远，因而对朝鲜人民军反斜面的坑道战术的压制效果不大，即使用法国营替换了美23团第二营于9月25日从北侧攻击931高地，同时第一营继续从南坡进攻931高地，但朝鲜第15团仍然牢不可破。9月26日，美23团团长亚当斯告诉扬师长继续执行原定作战计划是“自杀”，他的23团已经付出了950人代价，全师已经损失超过1670人，只有加宽攻击面，使朝军无力支援伤心岭阵地上固守的第15团，美23团通过不断补充新兵与军官是可以耗掉朝15团的。扬师长仔细地研究这次作战，作出结论说分次投入兵力、缺乏組織的火力支援导致了“这場大败（fiasco）”，且无法压制的朝方迫击炮造成了美二师85%的伤亡:91–2；在美十军军长克洛维斯·拜尔斯中将同意下，于9月27日决定中止这次攻击，待10月初在新的构想之下再攻击。
此时朝鲜人民军第6师也受损过度、疲累不堪，将伤心岭山脊线以西的文登河谷防务移交给中国人民志愿军第204师，以便集中兵力用于山脊线。

## 战役第二階段（10月4-15日）
在10月13日黎明時分，蒙克拉爾的法國營沖上山頂，經過30天的艱苦戰鬥，第23步兵團奪取了傷心嶺。

## 战后与影响
此役美法聯軍傷亡將近3,700人，荷蘭及韓軍未知，美方估計朝鲜人民军、中國人民志愿军此役傷亡25,000人。

### 新闻报道
- Allies Capture 'Bloody Ridge' - Toledo Blade, Sep. 5, 1951 （页面存档备份，存于）
- Yankees Seize 'Bloody Ridge' On Korea Front - Ellensburg Daily Record, Sep. 5, 1951 （页面存档备份，存于）